# Menhir von Bellevue

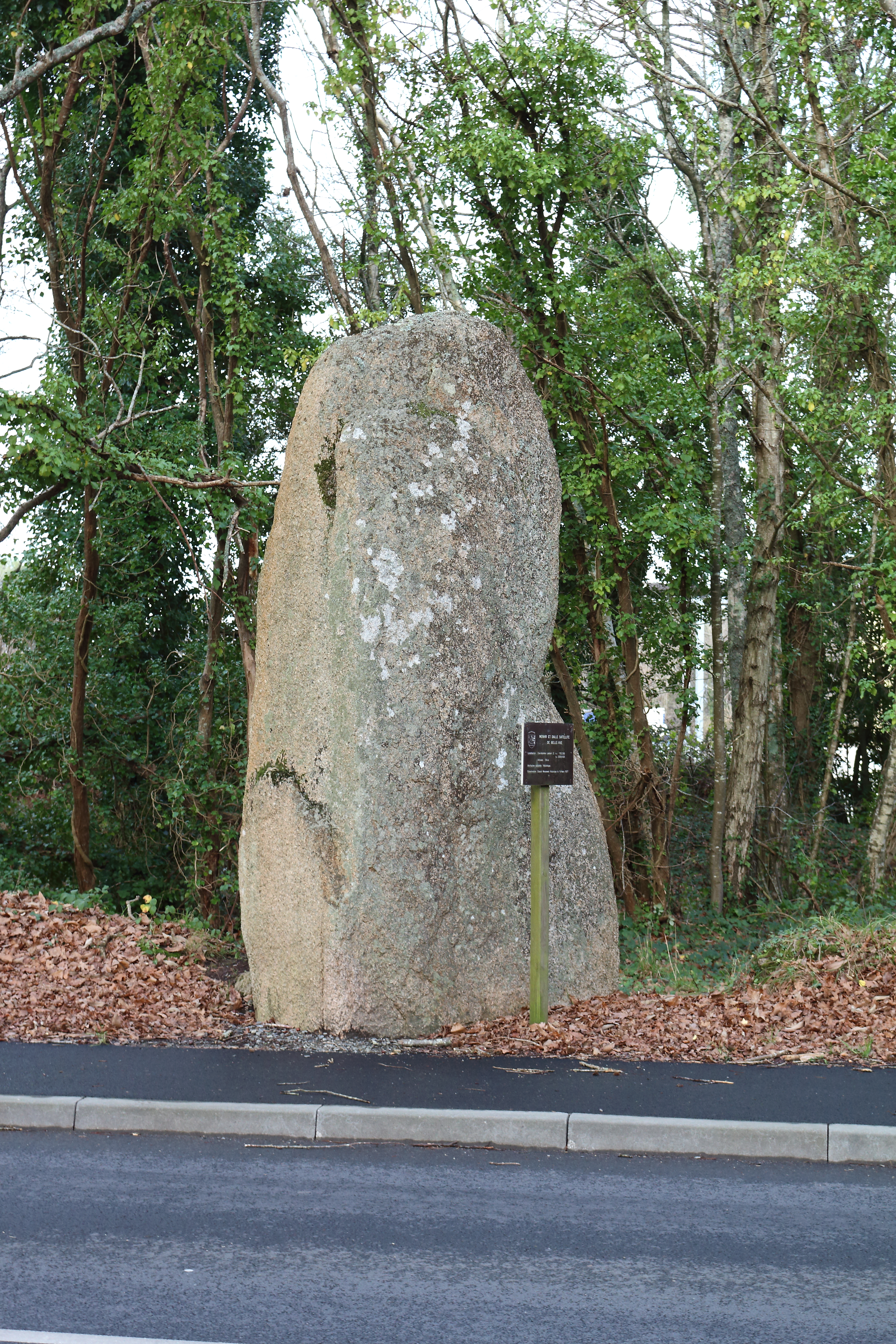
Menhir von Bellevue

Der Menhir von Bellevue ist ein Menhir südlich von Moëlan-sur-Mer im französischen Département Finistère. Der seit 1977 als Monument historique klassifizierte Stein steht am Rande der Rue de Bellevue.
Der rosafarbene Granitblock lokalen Ursprungs ist etwa 4,0 m hoch und zwischen 0,75 und 1,9 m breit. 
Etwa 10,0 m entfernt liegt eine flache durchbohrte Platte.